# Simplé

Simplé este o comună în departamentul Mayenne, Franța. În 2009 avea o populație de 363 de locuitori.